# Saison NBA 1964-1965
Navigation
Saison 1963-1964 Saison 1965-1966
La saison NBA 1964-1965 est la 16e saison de la NBA (la 19e en comptant les trois saisons de BAA). Elle se termine sur la victoire des Celtics de Boston face aux Los Angeles Lakers 4 victoires à 1 lors des Finales NBA. C'est le 7e titre consécutif des Celtics.

## Faits notables
- Le All-Star Game 1965 s'est déroulé au Kiel Auditorium, à Saint-Louis, où les All-Star de l'Est ont battu les All-Star de l'Ouest 124-123. Jerry Lucas (Cincinnati Royals) a été élu Most Valuable Player.
- Le commissioner Maurice Podoloff, qui dirigeait la ligue depuis son lancement en 1946 sous le nom de BAA, se retire. Walter Kennedy lui succède.
- Dans le chassé-croisé qui les occupent, Bill Russell rechipe à Wilt Chamberlain le record du plus grand nombre de titres de meilleur rebondeur NBA avec un cinquième titre en poche.

## Classement final
| Champion de division | Qualifié pour les playoffs | Éliminé des playoffs |

| Division Est          | V  | D  | PCT  | GB |
| --------------------- | -- | -- | ---- | -- |
| Celtics de Boston C   | 62 | 18 | 77.5 | -  |
| Royals de Cincinnati  | 48 | 32 | 60.0 | 14 |
| 76ers de Philadelphie | 40 | 40 | 50.0 | 22 |
| Knicks de New York    | 31 | 49 | 38.8 | 31 |

| Division Ouest            | V  | D  | PCT  | GB |
| ------------------------- | -- | -- | ---- | -- |
| Lakers de Los Angeles     | 49 | 31 | 61.3 | -  |
| Hawks de Saint-Louis      | 45 | 35 | 56.3 | 4  |
| Bullets de Baltimore      | 37 | 43 | 46.  | 12 |
| Pistons de Détroit        | 31 | 49 | 38.8 | 18 |
| Warriors de San Francisco | 17 | 63 | 21.3 | 32 |

C - Champions NBA

## Play-offs
|  | Demi-finales de Division | Demi-finales de Division | Demi-finales de Division |                       |   | Finales de Division | Finales de Division | Finales de Division |  |  | Finales NBA | Finales NBA       | Finales NBA |
|  |                          |                          |                          |                       |   |                     |                     |                     |  |  |             |                   |             |
|  |                          |                          |                          |                       |   |                     |                     |                     |  |  |             |                   |             |
|  |                          | 1                        | Celtics de Boston        | 4                     |   |                     |                     |                     |  |  |             |                   |             |
|  | Division Est             | 1                        | Celtics de Boston        | 4                     |   |                     |                     |                     |  |  |             |                   |             |
|  |                          |                          | 3                        | 76ers de Philadelphie | 3 |                     |                     |                     |  |  |             |                   |             |
|  | 3                        | 76ers de Philadelphie    | 3                        | 76ers de Philadelphie | 3 | 3                   |                     |                     |  |  |             |                   |             |
|  | 3                        | 76ers de Philadelphie    |                          |                       |   | 3                   |                     |                     |  |  |             |                   |             |
|  | 2                        | Royals de Cincinnati     | 1                        |                       |   |                     |                     |                     |  |  |             |                   |             |
|  |                          |                          |                          |                       |   |                     |                     |                     |  |  | E1          | Celtics de Boston | 4           |
|  |                          |                          | O1                       | Lakers de Los Angeles | 1 |                     |                     |                     |  |  |             |                   |             |
|  |                          |                          |                          |                       |   |                     |                     |                     |  |  |             |                   |             |
|  |                          |                          |                          |                       |   |                     |                     |                     |  |  |             |                   |             |
|  |                          | 1                        | Lakers de Los Angeles    | 4                     |   |                     |                     |                     |  |  |             |                   |             |
|  | Division Ouest           | 1                        | Lakers de Los Angeles    | 4                     |   |                     |                     |                     |  |  |             |                   |             |
|  |                          |                          | 3                        | Bullets de Baltimore  | 2 |                     |                     |                     |  |  |             |                   |             |
|  | 3                        | Bullets de Baltimore     | 3                        | Bullets de Baltimore  | 2 | 3                   |                     |                     |  |  |             |                   |             |
|  | 3                        | Bullets de Baltimore     |                          |                       |   | 3                   |                     |                     |  |  |             |                   |             |
|  | 2                        | Hawks de saint-Louis     | 1                        |                       |   |                     |                     |                     |  |  |             |                   |             |

## Leaders de la saison régulière
| Catégorie                  | Joueur           | Équipe                                      | Statistique |
| -------------------------- | ---------------- | ------------------------------------------- | ----------- |
| Points par match           | Wilt Chamberlain | San Francisco Warriors / Philadelphia 76ers | 34.7        |
| Rebonds par match          | Bill Russell     | Celtics de Boston                           | 24.1        |
| Passes décisives par match | Oscar Robertson  | Cincinnati Royals                           | 11.5        |
| % à 2 points               | Wilt Chamberlain | San Francisco Warriors / Philadelphia 76ers | 51.0        |
| % aux lancers francs       | Larry Costello   | Philadelphia 76ers                          | 87.7        |

## Récompenses individuelles
- NBA Most Valuable Player : Bill Russell, Celtics de Boston
- NBA Rookie of the Year : Willis Reed, Knicks de New York
- NBA Coach of the Year : Red Auerbach, Celtics de Boston

- All-NBA First Team :
  - Elgin Baylor, Los Angeles Lakers
  - Oscar Robertson, Cincinnati Royals
  - Jerry West, Los Angeles Lakers
  - Bill Russell, Celtics de Boston
  - Jerry Lucas, Cincinnati Royals

- All-NBA Second Team :
  - Bob Pettit, Saint-Louis Hawks
  - Gus Johnson, Baltimore Bullets
  - Wilt Chamberlain, Philadelphia 76ers
  - Sam Jones, Celtics de Boston
  - Hal Greer, Philadelphia 76ers

- NBA All-Rookie Team :
  - Jim Barnes, Knicks de New York
  - Willis Reed, Knicks de New York
  - Wali Jones, Baltimore Bullets
  - Howard Komives, Knicks de New York
  - Joe Caldwell, Detroit Pistons
  - Lucious Jackson, Philadelphia 76ers